# Turnera aurelii
Turnera aurelii är en passionsblomsväxtart som beskrevs av M.M. Arbo. Turnera aurelii ingår i släktet Turnera och familjen passionsblomsväxter. Inga underarter finns listade i Catalogue of Life.